# John Brande Trend
John Brande Trend (* 17. Dezember 1887 in Southampton in England; † 20. April 1958 in Cambridge) war ein britischer Romanist, Hispanist und Musikwissenschaftler.

## Leben und Werk
Trend studierte am Christ’s College der University of Cambridge. Er diente im Ersten Weltkrieg. Dann bereiste er das ihm liebgewordene Spanien. Manuel de Falla und Garcia Lorca sowie der Gitarrist Angel Barrios gehörten zu seinen Freunden.
Trend besetzte von 1933 bis 1953 den ersten Lehrstuhl für Spanisch der University of Cambridge. Seine hispanistischen Interessen betrafen Sprache, Literatur, Musik, Geschichte und Landeskunde und erstreckten sich auch auf Portugal und Lateinamerika.

## Werke (Auswahl)

### Autor
Aufsätze
- Catalogue of the music in the Biblioteca Medinaceli, Madrid. In: Revue Hispanique, Bd. 71 (1927), Heft 160, S. 485–554.

Bücher
- A Picture of Modern Spain. Men and music. Constable, London 1921.
- Luis de Milán and the Vihuelistas (Hispanic Notes and Monography; Bd. 11). OUP, London 1925.
- The music of Spanish history to 1600 (Hispanic Notes and Monography; Bd. 10). Kraus Reprint, Millwood 1974, ISBN 0-527-90780-4 (EA Oxford 1926)
- Alfonso the Sage and other Spanish essays. Constable, London 1962 (EA London 1929).
- Spain from the South. London 1928, 1990
- Manuel de Falla and Spanish Music. Knopf, London 1935 (EA New York 1929).
- The origins of modern Spain. University Press, Cambridge 1934.
- Mexico. A new Spain with old friends. New York 1941 (EA Cambridge 1940).
- South America. With Mexico and Central America. OUP, London 1941.
- The civilization of Spain (Oxford Paperbacks University Series; 19). OUP, London 1967 (EA London 1944).
  - spanisch: La civilización de España. Editorial Losada, Buenos Aires 1955.
- Bolívar and the Independence of Spanish America. Harper & Row, New York 1968 (EA London 1946).
- The language and history of Spain. Hutchinson, London 1953.
- Antonio Machado. Dolphin Books, Oxford 1953.
- Lorca and the Spanish poetic tradition. Russell & Russell, New York 1971 (EA Oxford 1956).
- Portugal (Nations of the modern world). Ernest Benn Press, London 1957.

### Als Übersetzer
- Juan Ramón Jiménez: Fifty Spanish poems. Dolphin Books, Oxford 1957 (zweisprachig, EA Oxford 1950)